# Octopus Cards Limited
Octopus Cards Limited (chinois traditionnel : 八達通卡有限公司) est l'opérateur d'Octopus, un système de carte à puce rechargeable de paiement électronique utilisé à Hong Kong.
Octopus Cards Limited est une filiale en propriété exclusive subsidiaire d'Octopus Holdings Limited. Établie en 1994 par les compagnies de transport majeures d'Hong Kong, Octopus Cards Limited est l'opérateur du Octopus System et l'émetteur d'Octopus.
Octopus a été introduite en 1997 dans le but de fournir un moyen simple de payer les tarifs des transports publics de Hong Kong. Octopus à ensuite élargie sa portée à de simples micropaiements pour des achats dans les commerces au détail et un moyen simple pour les détenteurs de carte d'avoir accès a des bâtiments ainsi qu'à des écoles ou encore pour s'identifier. Aujourd'hui, plus de 440 fournisseurs de service acceptent Octopus, et de nouvelles fonctions sont régulièrement ajoutées.
Au cours de ces dernières années, Octopus n'a cessé d'augmenter en puissance avec ses opérations supérieures et ses innovations continuelles, gagnant une réputation mondiale et mettant en place un système exemplaire pour ses homologues outre-mer. C'est aujourd'hui  le leader mondial ainsi que le plus répandu des systèmes de cartes à puce sans contact, avec la plus grande pénétration, le plus grand volume de transaction et le plus large ensemble d'applications.

## Source
- (en) Cet article est partiellement ou en totalité issu de l’article de Wikipédia en anglais intitulé « Octopus Cards Limited » (voir la liste des auteurs).